# Lac des Rousses
Der Lac des Rousses, früher auch Lac Quinsonnet und Lac Quintenois genannt, ist ein See im französischen Jura, im Département Jura, rund 20 km nordwestlich von Nyon in der Franche-Comté. Er liegt in  1058 m auf dem Gemeindeboden von Les Rousses unmittelbar jenseits der Schweizer Staatsgrenze.

## Geographie
Der Lac des Rousses nimmt eine Fläche von 97 Hektar ein, ist rund 2 km lang und maximal 500 m breit. Seine größte Tiefe beträgt 19 m. Der See liegt nordöstlich der Ortschaft Les Rousses im Hochjura. Er befindet sich in einem breiten Hochtal, das die südwestliche Fortsetzung des schweizerischen Vallée de Joux bildet. Auf seiner Nordwestseite wird der Lac des Rousses und das Hochtal von der Waldhöhe des Forêt du Risoux flankiert; im Südosten erhebt sich der Bergrücken des Noirmont. Während das nordwestliche Ufer verhältnismäßig rasch ansteigt, breiten sich insbesondere am Südufer größere Moorgebiete aus.

## Geologie
In strukturgeologischer Hinsicht bildet das Orbetal mit dem Lac des Rousses eine Synklinale im Faltenjura. Der Untergrund des Talbodens besteht aus kalkigen und mergeligen Schichten, die während der Kreidezeit in einem tropischen Flachmeer abgelagert wurden. Sie wurden erst viel später, im Miozän und im Pliozän im Zuge der Auffaltung des Juragebirges in ihre heutige Lage gebracht. Während der Hochstadien der verschiedenen Eiszeiten war das Gebiet vergletschert. Juragletscher transportierten Gesteinsmaterial von den umliegenden Höhenrücken in das Tal, und es bildete sich eine quartäre Sedimentschicht. Dadurch wurde das Becken mit Mergel- und Tonschichten ausgekleidet, so dass trotz des porösen kalkigen Untergrundes Moorgebiete und ein See entstehen konnten.

## Hydrologie
Das Einzugsgebiet des Lac des Rousses beläuft sich auf rund 13 km². Wichtigster Zufluss ist der Bief Noir, der westlich des Noirmont entspringt, durch ein Moorgebiet fließt und von Süden her in den See mündet. Weitere kurze Bäche erreichen den See von den umliegenden Hängen. Der Abfluss erfolgt durch die Orbe nach Nordosten zum Lac de Joux. Somit liegt der Lac des Rousses im äußersten Südwesten des Wassereinzugsgebietes des Rheins. Der See hat einen Wasserinhalt von ungefähr 10 Millionen m³. Die mittlere Verweildauer des Wassers im Lac des Rousses wird auf etwa ein Jahr geschätzt.

## Nutzung
Der Lac des Rousses liegt in einer touristisch sowohl im Winter als auch im Sommer stark frequentierten Region. Aufgrund seiner Höhenlage und der Lage in einem abgeschlossenen Becken (Bildung eines Kaltluftsees) friert der Lac des Rousses in den meisten Wintern vollständig zu. Bei Schneebedeckung wird die zugefrorene Fläche zum Langlaufen genutzt. Im Sommer ist der Lac des Rousses ein beliebtes Ausflugsziel als Badesee oder dient zur Ausübung anderer Wassersportarten. Im Weiteren wird das Seewasser zur Aufbereitung von Trinkwasser für die umliegenden Gemeinden genutzt.
Die Landschaft um den Lac des Rousses steht unter Naturschutz. Sie gehört auch zum Regionalen Naturpark Haut-Jura (frz.: Parc naturel régional du Haut-Jura).

## Geschichte
Zu einem diplomatischen Zwischenfall rund um den See kam es im Juli 2015. Die Luftwaffe der in der Nähe angrenzenden Schweiz verfügte zwar über eine Bewilligung, französisches Territorium zu überfliegen, entnahm jedoch ohne Genehmigung dem See Wasser. Dieses wurde für die Versorgung von Kühen in den eigenen Bergen benötigt und hätte sonst einen Flug zu entfernter gelegenen Schweizer Gewässern erfordert. Die Schweizer Armee entschuldigte sich anschließend.